# E. Randol Schoenberg
Eric Randol Schoenberg, né le 12 septembre 1966, est un avocat et généalogiste américain, basé à Los Angeles, en Californie, spécialisé dans les affaires juridiques liées à la récupération d'œuvres d'art pillées ou volées, en particulier celles du régime nazi pendant l'Holocauste.
Schoenberg reçoit une certaine notoriété car il est l'une des figures centrales du film de 2015, La Femme au tableau, qui dépeint le cas de Maria Altmann contre le gouvernement autrichien. Schoenberg y est interprété par Ryan Reynolds.

## Jeunesse
E. Randol Schoenberg est né le 12 septembre 1966. Il est le petit-fils de deux compositeurs autrichiens : Arnold Schönberg et Eric Zeisl. Ses parents sont Ronald R. Schoenberg et Barbara Zeisl Schoenberg. Sa grand-mère, Gertrud Schoenberg (en), est la sœur du violoniste Rudolf Kolisch. Sa tante, Nuria, est la veuve du compositeur italien Luigi Nono. « Randol » et « Ronald » (père de E. Randol) sont des anagrammes de « Arnold » (grand-père de E. Randol).
En 1988, E. Randol Schoenberg est diplômé de l'université de Princeton et reçoit son diplôme de Juris Doctor de l'université de Californie du Sud.

## Carrière juridique
E. Randol Schoenberg représente Maria Altmann pour obtenir cinq peintures de Gustav Klimt qui font partie de la succession de Ferdinand et Adele Bloch-Bauer et qui ont été volées par les nazis durant la Seconde Guerre mondiale. Le "Palais", la maison viennoise dans laquelle les peintures avaient été logées fait également partie des revendications[réf. nécessaire].
Maria Altmann obtient gain de cause en 2004 devant la Cour suprême des États-Unis contre le gouvernement autrichien dans l'affaire République d'Autriche c. Altmann. Schoenberg fonctionne sur une base d'honoraires conditionnels et aurait reçu 40 % du produit de la vente des peintures de Klimt, soit des honoraires légaux de plus de 120 millions de dollars. Il utilise une partie de ses honoraires pour financer un nouveau bâtiment et l'agrandissement du Musée de l'Holocauste de Los Angeles,.
Schoenberg apparaît dans les films documentaires Stealing Klimt et Adele's Wish, qui traitent des événements entourant l'affaire qui opposa Maria Altmann au gouvernement autrichien. Il est incarné par Ryan Reynolds dans La Femme au tableau, un long métrage de 2015 qui retrace cette affaire.
Schoenberg représente les défendeurs-appelants dans l'affaire Yahoo! Inc. c. la Ligue contre le racisme et l'antisémitisme (LICRA) (en) 433 F.3d 1199 (9th Ci. 2006), à la Cour d'appel des États-Unis pour le neuvième circuit.
En 2007, il reçoit le prix de l'« Avocat de l'année », prix décerné par le magazine juridique California Lawyer[réf. nécessaire].
En 2016, Schoenberg intente un procès pour obtenir la publication du mandat de perquisition d'octobre 2016 obtenu par le FBI contre Hillary Clinton. En 2020, la cour d'appel du 9e circuit confirme le jugement sommaire de la cour de district américaine en faveur du FBI.
Depuis avril 2015, Schoenberg est conseiller au sein du petit cabinet d'avocats Burris, Schoenberg & Walden, LLP, et chargé de cours à l'université de Californie du Sud. Auparavant, il était associé des cabinets d'avocats Fried Frank et Katten Muchin[réf. nécessaire].

## Philanthropie et généalogie
M. Schoenberg a été président du musée de l'Holocauste de Los Angeles de 2005 à 2015. Généalogiste passionné, il est conservateur bénévole pour Geni.com (en), dont il est l'un des utilisateurs les plus actifs, gérant plus de 150 000 profils. Il est membre du conseil d'administration de JewishGen (en) et cofondateur d'un groupe d'intérêt spécial austro-tchèque. Il est l'auteur du Beginner's Guide to Austrian-Jewish Genealogy et coauteur de Getting Started with Czech-Jewish Genealogy.

## Vie privée
Schoenberg réside à Brentwood, à Los Angeles, avec sa femme, Pamela Mayers Schoenberg. Ils ont deux fils et une fille.